# Alnicola
Alnicola es un género de hongos en la familia Hymenogastraceae del orden Agaricales. El género posee una distribución amplia, y contiene 60 especies que por lo general tienen relaciones micorriza con especies de alisos. El nombre del género es sinónimo de Naucoria, siendo el género correcto Alnicola de acuerdo a los estudios taxonómicos más recientes.

## Especies
Las siguientes especies pertenecen al género Alnicola:
- Alnicola alnetorum
- Alnicola amarescens
- Alnicola aurora
- Alnicola badia
- Alnicola bohemica
- Alnicola cerodes
- Alnicola clavuligeroides
- Alnicola escharioides
- Alnicola luteolofibrillosa
- Alnicola melinoides
- Alnicola salicetorum
- Alnicola salicis
- Alnicola scolecina
- Alnicola silvaenovae
- Alnicola spadicea
- Alnicola sphagneti
- Alnicola striatula
- Alnicola suavis
- Alnicola subconspersa
- Alnicola subglobosa
- Alnicola tantilla